# Associazione Calcio Pavia 1954-1955
Questa voce raccoglie le informazioni riguardanti l'Associazione Calcio Pavia nelle competizioni ufficiali della stagione 1954-1955.

## Stagione
Nella stagione 1954-1955 il Pavia ha disputato il campionato di Serie B, un torneo a 18 squadre che prevede due promozioni e due retrocessioni, con 23 punti in classifica si piazza in ultima posizione e retrocede in Serie C con il Treviso. Il torneo cadetto è stato vinto dal Lanerossi Vicenza con 50 punti, promosso in Serie A con il Padova giunto secondo con 42 punti.
In casa pavese il presidente Pietro Fortunati deve sempre districarsi tra cento difficoltà finanziarie, riuscendo a presentare ai nastri di partenza del campionato cadetto una squadra che comunque sembrava ben attrezzata per raggiungere la salvezza, grazie agli innesti del portiere Filippo Cavalli ex Juve e Toro proveniente dall'Inter, il terzino Alberto Delfrati in arrivo dal Napoli, il bomber Ettore Bertoni dalla Sanremese che con undici reti sarà il miglior realizzatore stagionale, il mediano ex milanista Marino Bergamasco dal Marzotto di Valdagno e la punta pavese Giovanni Cuzzoni che non aveva ancora giocato a Pavia proveniente dal Monza. La squadra ancora affidata a Gipo Poggi è stata ulteriormente integrata dagli arrivi di Ottorino Bossi e Felice Resta giunti dal Vigevano. La partenza in campionato è stata discreta, 14 punti nelle prime 12 giornate, lasciava intravedere un tranquillo percorso nel torneo, ma nel girone di ritorno c'è stato un improvviso e inatteso crollo della formazione granata. Un dato su tutti, in trasferta ottenute 0 vittorie, 3 pareggi e 14 sconfitte, che sono una sentenza di condanna, così dopo due stagioni di Serie B si ritorna nelle categorie inferiori, un addio che da quel tempo è ancora attuale.

## Rosa
| N. |                   | Ruolo | Calciatore             |
| -- | ----------------- | ----- | ---------------------- |
|    | Italia (bandiera) | C     | Pietro Albergati       |
|    | Italia (bandiera) | C     | Marino Bergamasco      |
|    | Italia (bandiera) | C     | Stefano Bernini        |
|    | Italia (bandiera) | A     | Ettore Bertoni         |
|    | Italia (bandiera) | P     | Salvino Biagi          |
|    | Italia (bandiera) | A     | Angelo Borri           |
|    | Italia (bandiera) | D     | Ottorino Bossi         |
|    | Italia (bandiera) | P     | Filippo Cavalli        |
|    | Italia (bandiera) | A     | Giovanni Cuzzoni       |
|    | Italia (bandiera) | D     | Alberto Delfrati       |
|    | Italia (bandiera) | A     | Sisto Romano Farinelli |
|    | Italia (bandiera) | P     | Antonio Filè           |

| N. |                   | Ruolo | Calciatore        |
| -- | ----------------- | ----- | ----------------- |
|    | Italia (bandiera) | D     | Giovanni Foresi   |
|    | Italia (bandiera) | C     | Felice Mariani    |
|    | Italia (bandiera) | D     | Graziano Milanesi |
|    | Italia (bandiera) | A     | Luigi Parodi      |
|    | Italia (bandiera) | C     | Sergio Perin      |
|    | Italia (bandiera) | A     | Giampiero Pollini |
|    | Italia (bandiera) | C     | Felice Resta      |
|    | Italia (bandiera) | P     | Giampiero Rivolo  |
|    | Italia (bandiera) | D     | Giovanni Spertini |
|    | Italia (bandiera) | A     | Riccardo Tess     |
|    | Italia (bandiera) | D     | Battista Tresoldi |
|    | Italia (bandiera) | D     | Ermanno Vairani   |

## Risultati

### Serie B

#### Girone di andata
| Arbitro: | Arpaia (Roma) |

|                              |           |  |
| Bertoni III 9’ Farinelli 65’ | Marcatori |  |

| Arbitro: | Fornari (Bologna) |

|                          |           |                 |
| Pison 40’ Bonistalli 57’ | Marcatori | 26’ Bertoni III |

| Arbitro: | Perego (Milano) |

|             |           |               |
| Gandini 60’ | Marcatori | 47’ Farinelli |

| Arbitro: | Bonetto (Torino) |

|                                            |           |                |
| Cuzzoni 26’, 75’ Bertoni III 79’ Perin 84’ | Marcatori | 20’ Fioravanti |

| Arbitro: | Arpaia (Roma) |

|                                                 |           |             |
| Perin 32’ Borri 68’ Bertoni III 70’ Cuzzoni 78’ | Marcatori | 25’ Ferrari |

| Arbitro: | Menchini (Udine) |

|          |           |  |
| Erba 30’ | Marcatori |  |

| Arbitro: | Piemonte (Monfalcone) |

|                              |           |  |
| Perin 20’ Cuzzoni 65’ (rig.) | Marcatori |  |

| Arbitro: | Alterio (Roma) |

|           |           |  |
| Persi 87’ | Marcatori |  |

| Arbitro: | Arpaia (Roma) |

|           |           |                     |
| Borri 32’ | Marcatori | 47’ Motta 50’ Testa |

| Arbitro: | Valsecchi (Milano) |

|                    |           |                |
| Farinelli 55’, 62’ | Marcatori | 16’ Del Grosso |

| Arbitro: | Fornari (Bologna) |

|              |           |             |
| Giovetti 65’ | Marcatori | 79’ Cuzzoni |

| Arbitro: | Ferrari (Milano) |

|                      |           |  |
| Bertoni III 53’, 82’ | Marcatori |  |

| Pavia 26 dicembre 1954 13ª giornata | Pavia             | 0 – 0 | Marzotto Valdagno | Stadio Comunale\| Arbitro: \| Scaramella (Roma) \| |
| Arbitro:                            | Scaramella (Roma) |       |                   |                                                    |

| Arbitro: | Alterio (Roma) |

|            |           |  |
| Fabbri 65’ | Marcatori |  |

| Arbitro: | Marchese (Napoli) |

|                                          |           |  |
| Turconi II 13’ Martegani 33’ Maselli 38’ | Marcatori |  |

| Pavia 23 gennaio 1955 16ª giornata | Pavia              | 0 – 0 | Alessandria | Stadio Comunale\| Arbitro: \| Bernardi (Bologna) \| |
| Arbitro:                           | Bernardi (Bologna) |       |             |                                                     |

| Arbitro: | Liverani (Torino) |

|           |           |  |
| Villa 51’ | Marcatori |  |

#### Girone di ritorno
| Arbitro: | Perego (Milano) |

|          |           |           |
| Lupi 85’ | Marcatori | 37’ Resta |

| Arbitro: | Corallo (Lecce) |

|                 |           |                |
| Bertoni III 24’ | Marcatori | 43’ Stivanello |

| Arbitro: | Perego (Milano) |

|  |           |                    |
|  | Marcatori | 23’ (aut.) Mariani |

| Arbitro: | Corallo (Lecce) |

|                                                 |           |                                  |
| Fioravanti 10’, 89’ Gigante 47’ Massagrande 50’ | Marcatori | 34’ Bertoni III 57’, 86’ Bernini |

| Arbitro: | Moriconi (Roma) |

|              |           |  |
| Manzella 45’ | Marcatori |  |

| Pavia 13 marzo 1955 23ª giornata | Pavia           | 0 – 0 | Parma | Stadio Comunale\| Arbitro: \| Rigato (Mestre) \| |
| Arbitro:                         | Rigato (Mestre) |       |       |                                                  |

| Arbitro: | Grillo (Napoli) |

|                                       |           |  |
| Scarascia 20’ Robotti 29’ Ponzoni 68’ | Marcatori |  |

| Arbitro: | Maurelli (Roma) |

|          |           |              |
| Borri 1’ | Marcatori | 9’ Pavanello |

| Arbitro: | Grandville (Roma) |

|                                             |           |                 |
| Campana 42’ Lancioni 86’ Giaroli 90’ (rig.) | Marcatori | 36’ Bertoni III |

| Arbitro: | Ferrari (Milano) |

|                            |           |  |
| Pistorello 83’ Forlani 88’ | Marcatori |  |

| Arbitro: | Bonetto (Torino) |

|  |           |           |
|  | Marcatori | 39’ Luosi |

| Arbitro: | Campanati (Milano) |

|                                         |           |  |
| Gasparini 8’ Gei 57’ Fraschini 63’, 70’ | Marcatori |  |

| Arbitro: | Canepa (Genova) |

|                                                                 |           |                    |
| Biagioli 11’, 51’, 76’ Bressa 12’, 89’ Marchetto 42’ (rig.) 82’ | Marcatori | 70’ (rig.) Mariani |

| Arbitro: | Rigato (Mestre) |

|                      |           |             |
| Bertoni III 12’, 25’ | Marcatori | 60’ Quoiani |

| Arbitro: | Moriconi (Roma) |

|  |           |                           |
|  | Marcatori | 64’ Maselli 80’ Prunecchi |

| Arbitro: | Corallo (Lecce) |

|                        |           |  |
| Buratti 49’ Serone 68’ | Marcatori |  |

| Arbitro: | De Marchi (Pordenone) |

|                              |           |                                        |
| Borri 14’ (rig.) Pollini 82’ | Marcatori | 16’ (rig.) Santagostino 72’ Pantaleoni |

## Statistiche

### Statistiche di squadra
| Competizione | Punti | In casa | In casa | In casa | In casa | In casa | In casa | In trasferta | In trasferta | In trasferta | In trasferta | In trasferta | In trasferta | Totale | Totale | Totale | Totale | Totale | Totale | DR  |
| Competizione | Punti | G       | V       | N       | P       | Gf      | Gs      | G            | V            | N            | P            | Gf           | Gs           | G      | V      | N      | P      | Gf     | Gs     | DR  |
| ------------ | ----- | ------- | ------- | ------- | ------- | ------- | ------- | ------------ | ------------ | ------------ | ------------ | ------------ | ------------ | ------ | ------ | ------ | ------ | ------ | ------ | --- |
| Serie B      | 23    | 17      | 7       | 6       | 4       | 23      | 14      | 17           | 0            | 3            | 14           | 9            | 38           | 34     | 7      | 9      | 18     | 32     | 52     | -20 |

### Statistiche dei giocatori
| Giocatore     | Serie B  | Serie B |
| Giocatore     | Presenze | Reti    |
| ------------- | -------- | ------- |
| P. Albergati  | 1        | 0       |
| M. Bergamasco | 10       | 0       |
| S. Bernini    | 4        | 2       |
| E. Bertoni    | 32       | 11      |
| S. Biagi      | 6        | -13     |
| A. Borri      | 31       | 4       |
| O. Bossi      | 27       | 0       |
| F. Cavalli    | 26       | -36     |
| G. Cuzzoni    | 33       | 5       |
| A. Delfrati   | 33       | 0       |
| S. Farinelli  | 27       | 4       |
| A. Filè       | 1        | -2      |
| G. Foresi     | 1        | 0       |
| F. Mariani    | 12       | 1       |
| G. Milanesi   | 3        | 0       |
| L. Parodi     | 34       | 0       |
| S. Perin      | 18       | 3       |
| G. Pollini    | 1        | 1       |
| F. Resta      | 8        | 1       |
| G. Rivolo     | 1        | -1      |
| R. Tess       | 2        | 0       |
| B. Tresoldi   | 33       | 0       |
| E. Vairani    | 30       | 0       |